# Saarjärve
Saarjärve – wieś w Estonii, w prowincji Jõgeva, w gminie Saare.